# Matli
Matli (Urdu ماتلی) ist die Hauptstadt des Matli Taluk im Distrikt Badin in der Provinz Sindh in Pakistan.
Matli ist bedeutend für die Landwirtschaft, die im Distrikt Badin betrieben wird. Es werden Reis, Baumwolle, Sonnenblumen und Zuckerrohr angebaut. Es gibt zahlreiche Mühlen, die den Reis zu Mehl verarbeiten.

## Geschichte
Matli erlangte seine geschichtliche Bedeutung durch den letzten Großkönig des Sassanidenreichs, Yazdegerd III., der hier seine Frau, eine Prinzessin von Sindh heiratete. Ihr Name, von dem sich auch der Name der Stadt ableiten lässt, war Mah Talat. Sie war eine Tochter des Königs von Sindh, eines Vasallenkönigtums des Sassanidenreichs. Die beiden hatten zwei Töchter, Schahrbanu, die später die Frau des dritten schiitischen Imams Husayn ibn Ali wurde, und Ghayan Banu. Mirza Imam Ali Baig Afsar beschrieb in seinem Buch Sindh Jee Azadari, die Beziehungen der beiden Reiche.